# Wagnonville
Wagnonville est une ancienne commune française située dans le département du Nord et la région Nord-Pas-de-Calais.

## Histoire
Wagnonville est le siège d'une seigneurie avant la Révolution française. La terre a été érigée en baronnie avant 1697.
La commune fut intégrée à Douai entre 1790 et 1794.

### L'alternance de province auXVIIesiècle

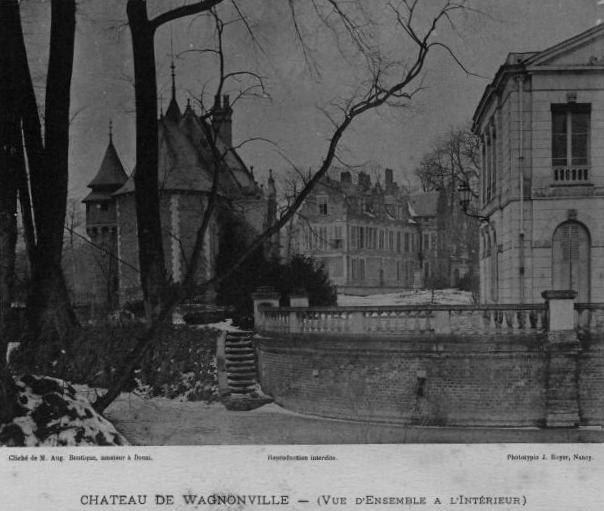
Château de Wagnonville en 1893 vue d'ensemble

En octobre 1661, est passé un concordat entre les rois de France et d'Espagne au sujet des limites des provinces de Flandres et d'Artois. Le village de Wagnonville est limitrophe des deux provinces et appartient alternativement d'une année sur l'autre à l'une des provinces. L'année d'Artois commence le 8 octobre de chaque année impaire.
Il s'en trouve une complication tant au niveau des impôts qu'au niveau juridiction. Les procès qui sont nés se poursuivent dans la juridiction d'origine. Le sieur Gallemart, titulaire d'une chapelle du XIIe siècle en l'église collégiale de Saint-Amé avait également la charge de célébrer la messe au village de Wagnonville.
En mai 1748, sieur Desmoulins, seigneur de Wagnonville, demanda devant la juridiction d'Artois que le sieur Gallemart fût obligé de servir sa charge de célébrer quotidiennement la messe. Il s'ensuivit un long procès auprès des deux juridictions de Flandres et d'Artois qui créa une jurisprudence.

## Lieux et monuments

### Château
- A l'emplacement d'une ancienne maison forte de 1162, le domaine se composait de trois édifices :
  - la demeure seigneuriale
  - le "Chateau" construit au XVIIIe siècle
  - le pavillon d'entrée construit au XVIIe siècle

- Un tableau nommé Le Château de Wagnonville peint en 1871 par Camille Corot exposé au Musée de la Chartreuse de Douai représente en fait le pavillon d'entrée au bord de l'Escrebieux[4]. Le château fut totalement remanié en 1880

- Le Lycée Agricole[5] est installé sur l'ancien emplacement du château.

## Personnalités
- Charles de Baudain, écuyer, petit-fils de Jacques de Baudain, seigneur de Mauville (Fresnes-les-Montauban) et Wagnonville, a été fait chevalier par lettres données à Madrid le 27 mars 1632[6].
- Claude Roussel, baron de Wagnonville, de la province d'Artois, bénéficie en août 1697 par lettre donnée à Marly, d'accès à la noblesse. Il s'agit d'une des 500 lettres d'anoblissement créées par l'édit du 25 mars 1696, moyennant le versement de 6000 livres[1].

- Foucques de Wagnonville, XIXe siècle.